# Steropleurus annae
Steropleurus annae är en insektsart som först beskrevs av Targioni-tozzetti 1881.  Steropleurus annae ingår i släktet Steropleurus och familjen vårtbitare. Inga underarter finns listade i Catalogue of Life.